# 小笹公也
小笹 公也（おざさ ともや、1963年4月1日 - ）は、日本の実業家、馬主。
株式会社リンクアンドモチベーション代表取締役会長の小笹芳央は実兄。

## 経歴
- 1963年4月 大阪府大阪市に生まれる
- 1978年3月 大阪市立文の里中学校卒業
- 1978年4月 南海グループホテル「たんのわ苑」にて板前修業
- 1980年4月 榎本塗装工芸入社
- 1981年2月 最年少プロボクサーとしてデビュー（風間ボクシングジム）
- 1984年7月 オザサ塗装工業設立
- 1988年5月 株式会社 オザサに改組 代表取締役社長に就任
- 1996年4月 赤十字奉仕団、社会福祉協議会理事・連合町会災害救助部長に就任（苅田北地域）
- 2000年7月 株式会社 オンテックスに社名変更
- 2002年1月 オンテックスグループ 代表取締役会長 兼 CEOに就任
- 2002年4月 同志社大学商学部商学科入学
- 2003年10月 EOY JAPAN 2003 (アントプレナー・オブ・ザ・イヤー・ジャパン)『ファイナリスト』 受賞
- 2006年3月 同志社大学商学部商学科卒業
- 2006年4月 同志社大学商学部 樹徳会 顧問に就任。技能士育成施設オンテックス・テクニカルスクール（大阪府認定職業訓練校）理事長に就任
- 2007年4月 同志社大学校友会 大阪支部 常任理事に就任
- 2010年11月 日本赤十字社金色有功章受章[4]
- 2011年2月 紺綬褒章受章[5]
- 2023年7月 2度目の紺綬褒章受章[6]

## 馬主活動

小笹の勝負服

日本中央競馬会（JRA）および地方競馬全国協会（NAR）に登録する馬主として知られる。勝負服の柄は黄、赤ダイヤモンド、青袖、冠名には自身のイニシャルである「T.O.（Tomoya Ozasa）」より「テーオー」を用いる。
馬主となったきっかけは、厩務員経験のある社員がオンテックスに入社し話すようになった事だという。幼い頃には父親の読む競馬新聞を買いに行ったこともあった。
実兄の芳央も馬主登録をしており、「芳央」の音読みから「ホウオウ」を冠名としている。

### 来歴
- 2003年 - JRA馬主資格取得[1]。
- 2021年 - チャンピオンズカップをテーオーケインズが制し、GI競走初制覇[9]。

## 主な所有馬

### GI級競走優勝馬
- テーオーケインズ（2021年アンタレスステークス、帝王賞、チャンピオンズカップ、2022年平安ステークス、JBCクラシック）[10]
- テーオーロイヤル（2022年・2024年ダイヤモンドステークス、2024年阪神大賞典、天皇賞（春））[11]

### 重賞競走優勝馬
- テーオーエナジー（2018年兵庫チャンピオンシップ、2021年オータムカップ）[12]
- テーオーヘリオス（2018年北海道スプリントカップ）[13]
- テーオーソクラテス（2023年小倉サマージャンプ）

### その他の所有馬
- テーオーパスワード（2024年伏竜ステークス、ケンタッキーダービー5着）

## メディア出演

### テレビ
- YTV『BEAT～時代の鼓動～』(2020年5月)
- 関西テレビ『イチ推しカンパニーSP』（2018年9月）
- テレビ東京『リトルトーキョーライフ』（2016年9月）
- BSジャパン『ベンチャー必勝の法則』（2009年4月）
- YTV『あさパラ!』（2008年10月）
- テレビ東京『日経スペシャル カンブリア宮殿』「若手のやる気の引き出し方教えます！ ～伝説のカリスマ社長兄弟」（2008年4月28日）- オンテックス会長として、兄・小笹芳央（リンクアンドモチベーション社長）と出演[14]。
- BS-A『賢者の選択』（2005年11月）
- SUN-TV『菅生新のサクセスファイター』（2005年10月）
- YTV『ニューススクランブル』（2003年5月）
- SUN-TV『経済ジャーナル』（2003年4月）
- MBS『ちちんぷいぷい』（2003年4月）
- KBS『らぶかん』（2002年8月）
- SUN-TV『経済ジャーナル』（2001年5月）

## 著書
- 『すべての汗は報われる 中卒CEOは、部下1100人の元プロボクサー』（2003年11月25日、経済界）ISBN 9784766782738
- 『大学では教えてくれない経営論 社員の経営者意識が持続的成長へ』（2006年12月22日、経済界）ISBN 9784766783865
- 『自分のカラを破る力が湧く言葉』（共著者:小笹芳央（実兄））（2007年12月5日、経済界）ISBN 9784766784107